# 安田講堂
東京大学大講堂（とうきょうだいがくだいこうどう）、通称で安田講堂（やすだこうどう）は、日本の東京大学本郷地区キャンパスにある講堂である。7,000平米弱の面積で、収容人数は1,144人（3階席・728席 / 4階席・416席）。

## 沿革
安田財閥の創始者・安田善次郎の匿名を条件での寄付により建設されたが、安田の死後に寄付を行っていたことが知られるようになったことで安田を偲び、一般に安田講堂と呼ばれるようになる。当時、東京帝大には天皇行幸に際する正式な便殿がなく、文学部教授村上専精からこれを聞きつけた安田は、大講堂と便殿の建設資金として100万円の寄付を行った。東京大学建築学科の建築家、内田祥三（のちの総長）が基本設計を行い、弟子の岸田日出刀が担当した。
ボリューム感のあるフォルムにゴシックを基調とする垂直性を強調した外観のデザインで、この時期を代表する建築である。意匠および構造については伊東忠太、佐野利器に協議員を依嘱、建築設計の大綱に参画・協議。壁面、音響などについては、姉崎正治、瀧精一、坂静雄らが協議員として加わった。設計した内田はケンブリッジ大学の門塔に着想を得たようだが、力感漲るデザインは独特である。
1921年（大正10年）に起工、関東大震災による工事中断を経て1925年（大正14年）7月6日に竣工した（起工は1922年（大正11年）12月とされることもある）。震災後に建てられた学内の建築が茶色のスクラッチタイルで統一されているのに対し、本講堂が理学部旧1号館と同じ赤レンガなのはこのためである。
1968年（昭和43年）の東大紛争では全学共闘会議によって占拠され、最終的には機動隊により強制排除された（東大安田講堂事件）。その後長期にわたり大講堂は荒廃状態のまま閉鎖されていたが（事務室は順次「学生部」等として使われるなどしていた）、富士銀行をはじめとする旧安田財閥ゆかりの企業の寄付もあり1988年（昭和63年）から1994年（平成6年）に改修工事が行われ再度供用されている。
1990年の大改修を機に、東大の届出学生団体等による演奏会などにも使用できるようになった。
1991年より卒業式・学位記授与式が再び安田講堂で行われるようになったが、収容人員の関係から対象者全員を一度に収容することができず、現在は文系学部・理系学部で時間帯を分けて開催している。また、父母等については近隣の施設（御殿下記念館等）でライブ中継を見る形になる。
2013年度から2014年度にかけて、耐震補強を含めた全面改修が行われたため、2012年度からは有明コロシアムで卒業式・学位記授与式が行われていたが、改修完了によって2014年度の学位記授与式（2015年3月24日）・卒業式（2015年3月25日）は安田講堂で行われた。2021年6月には入学式が行われなかった2020年入学者に対する「入学歓迎式典」が本講堂において執り行われた。
1996年12月20日に国の登録有形文化財に登録された。

## 施設
正門を入って銀杏並木を軸線にした正面に位置し、東大のシンボルとなっている。
内田の基本設計を基に当時、若手営繕課技師であった岸田日出刀が大幅に手を入れた。安田講堂敷地は急峻な崖下にあり、崖の高低差を利用して大講堂は崖上の3、4階部分とし、崖下に1、2階の軸部を置き、大学の中央事務室の集中を予算外で計画した。基礎工事中に、関東大震災が発生したことで、構造の強化と予算の増額がなされた。半円形平面の講堂を崖下の1、2階の上に置き、外周には一定の高さを持つ壁面を配す。ピナクルを壁面最上部のコーニスより突出させ、上昇性の強いバットレスを配した。この壁面の様式は内田が学内で展開していく独特のネオ・ゴシック様式の先駆とみなされる。正面中央の四隅に閉鎖的な八角柱を配したゴシックの塔は高さ約30ⅿあり、エントランスにはポルティコを持つなど典型的なゴシックの外観が施されていた。
3階と4階の大講堂の他、多くの事務室があり東大紛争以前は大学の本部事務棟として使用され総長室もこの建物にあった。正面と背面は地盤の高低差があり、正面玄関は建物の3階に当たる。現在では、1階部分の北側に学生課、南側に保健センターがある。

## 紛争後の安田講堂
東大安田講堂事件における講堂上部での占拠および機動隊との衝突により、講堂内部は投石の痕や落書きなどが残っていた。その後改修前までは完全に廃墟になっていたわけではなく、一部施設が残存していた。大講堂前の広場には中庭が造られ、地下には大学生協が運営する食堂が設置された。以前のように集会を開いて練り歩くことのできない場所となっている。

## 主な改修工事
小規模な模様替えや補修は頻繁に行われていたが、大規模な修理は以下の5回である。
補工工事 (1927 - 1928)
補工工事では関東大震災以前の設計に対する補強として、主に1、2階の壁を追加する工事が行われた。ただし、1925年7月の竣工後も工事は続いており、講堂が初めて使用された同年9月28日の総長選挙のときはまだ内部に足場が残り、1、2階及び塔の内部工事など建設工事の延長線上にある。
各所模様替修繕工事 (1964 - 1965)
竣工後約40年が経ち、劣化した内装の更新や部屋の配置変更が行われた。
昭和の大改修 (1970 - 1971)
東大紛争後の大規模の修復工事が行われた。それまでは講堂周辺の廊下を事務室として利用するための仮修復にとどまっていた。投石用に砕かれた大理石製の階段や、破壊されたり放水により被害を受けた建具が更新された。
平成の大改修 (1989 - 1990)
講堂として使うための改修工事が行われた。
耐震改修工事 (2013 - 2014)
2011年3月の東日本大震災で建物に被害が生じたことをきっかけとして、2013年6月11日から2014年12月24日にかけて全面改修が実施された。耐震・防災機能強化の他、創建時に近い形への復元やバリアフリー化も行われた。躯体強化のため鉄筋コンクリート耐震壁が214枚設置された。吊り下げられていた天井を建物と繋げて準構造化すると共に、天井材を従来の1/6の重さのグラスファイバー補強の石膏天井板に変えた。小屋組に追加された鉄骨827本は既存のオレンジ色の鉄骨と区別するために灰色に塗装されている。また、破損時の飛散を防ぐため、単板のガラスを樹脂フィルムを挟んだ合わせガラスに変更した。部屋に仕切られていた4階通路を復活させ、小杉未醒が描いた舞台上の壁画「湧水」と「採果」を修復、音響特性についても短くなっていた残響時間を創建時に戻した。プロジェクタ使用のために遮光されていた窓には電動カーテンが設置された。

## 画像
- 側面から見た安田講堂
- 理学部一号館より。裏側はドーム状になっている。
- 入口脇
- 入口前の原っぱ
- 入り口内側から見た眺め。正門から続くイチョウ並木
- 入り口の上に飾られているステンドグラス
- 廊下
- 廊下
- 大講堂
- 大講堂
- 大講堂。4階席からの眺め
- 演台
- 椅子
- 1932年以前に撮影された安田講堂の内部